# Hilda Rix Nicholas

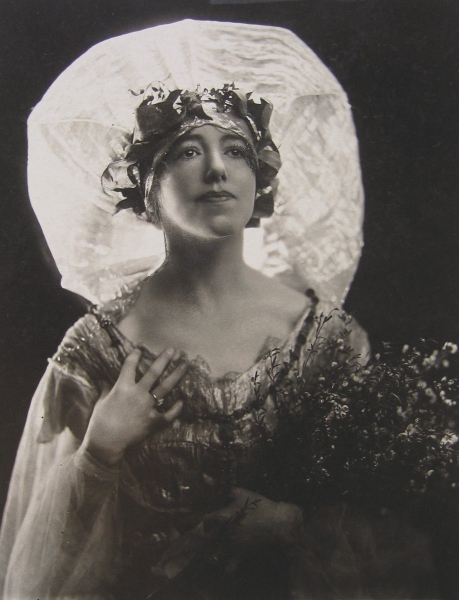
Foto der Künstlerin Hilda Rix Nicholas, um 1920, verkleidet als „Geist des Busches“

Emily Hilda Rix Nicholas (* 1. September 1884 in Ballarat, Australien; † 3. August 1961 in Delegate, New South Wales, Australien) war eine australische Malerin. Sie war von 1925 bis 1926 die erste australische Künstlerin, die eine Einzelausstellung sowohl in Paris als auch in London hatte.

## Leben und Werk

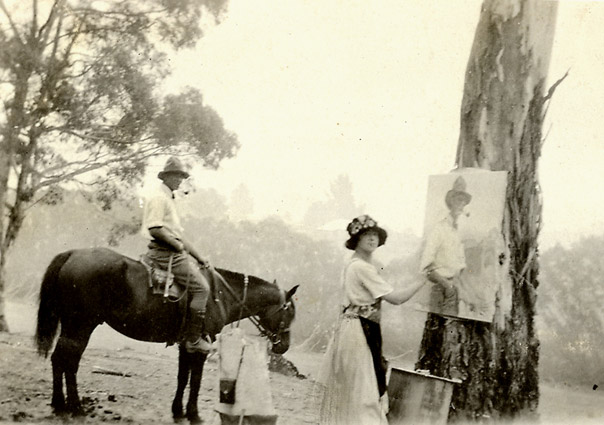
Hilda Rix Nicholas malt um 1922 ihr Werk In Australia

Rix Nicholas wurde als Hilda Rix als zweite Tochter des Mathematikers und Dichters Henry Finch Rix und der Musikerin Elizabeth Sutton geboren. Ihre Mutter hatte zusammen mit Arthur Streeton, Frederick McCubbin, Rupert Bunny und Emmanuel Phillips Fox die National Gallery of Victoria School besucht, die Nicholas ebenfalls besuchte und wo sie von McCubbin im Zeichnen unterrichtet wurde. Sie war ein frühes Mitglied der Melbourne Society of Women Painters and Sculptors und stellte Illustrationen bei der Victorian Artists Society aus.

## Ausbildung in London und Paris
Nach dem Tod ihres Vaters im Jahr 1907 segelte sie mit ihrer Schwester Elsie und ihrer Mutter nach England, wo sie in London an der New Art School studierte. Zu ihren Lehrern während dieser Zeit gehörten John Hassal, Richard Emil Miller und Théophile Steinlen. Sie zog dann Ende 1907 nach Paris, wo sie Kunstunterricht an der von dem Maler Auguste Joseph Delécluse geleiteten Académie Delecluse nahm, und studierte im folgenden Jahr an der Académie de la Grande Chaumière, unter anderem bei dem in der Schweiz geborenen Illustrator Théophile-Alexandre Steinlen. 1908 reiste sie durch Frankreich und Italien, während sie in den folgenden drei Sommern Zeit in der Künstlerkolonie im Fischerdorf Étaples an der Nordküste Frankreichs verbrachte. Unter den malenden Künstlern waren der Franzose Jules Adler sowie viele Australier, darunter Rupert Bunny, James Peter Quinn, Edward Officer und eine der ältesten Bewohnerinnen der Kolonie, Iso Rae.
1912 begleitete sie den amerikanischen Künstler Henry Ossawa Tanner für drei Monate nach Spanien und Marokko. Sie lebte in Tanger und malte auf dem Petit Socco, um die Menschen und die Architektur des Marktplatzes in Gemälden und Zeichnungen festzuhalten. Diese Werke bildeten die Grundlage für ihre erste Einzelausstellung in Paris in demselben Jahr, von der die französische Regierung ein Werk für das Musée du Luxembourg erwarb.
Sie war eine der ersten Australierinnen, die postimpressionistische Landschaften malte, wurde Mitglied der Société des Peintres Orientalistes Français und ließ ihre Werke 1911 und 1913 im Pariser Salon aufhängen.

## Zeit von 1914 bis 1926
Nach dem Ausbruch des Ersten Weltkriegs floh sie mit ihrer Familie nach England. 1914 starb ihre Schwester an Typhus und 1915 ihre Mutter. 1916 heiratete sie in London den australischen Major George Matson Nicholas, der jedoch kurz nach ihrer Hochzeit in Frankreich im Einsatz getötet wurde.
Als sie 1918 nach Australien zurückkehrte, beeindruckte sie in der Kunstszene, als sie ihre französischen und marokkanischen Werke in Sydney und über hundert Werken in der Guild Hall von Melbourne ausstellte. Die Künstlerin Grace Cossington Smith bewunderte die postimpressionistischen Qualitäten ihrer Arbeit, aber konservative Kritiker zeigten sich bestürzt über die modernen und männlichen Aspekte der Ausstellung.
Nach einer Reihe von Soldatenporträts und einer erfolglosen Ausschreibung für ein Wandbild zum Kriegsdenkmal in der Melbourne Public Library konzentrierte sie sich auf eine Reihe regionaler Landschaften und Porträts. 1922 beschloss sie, mit ihrer Freundin Dorothy Richmond durch New South Wales zu reisen, und malte ihr Land. Die während dieser Zeit fertiggestellten Arbeiten spiegeln die Wiederbelebung der pastoralen Tradition in der Kunst in den 1920er Jahren wider. Eine Besonderheit einiger dieser Landschaftsarbeiten ist die Darstellung von Frauen, die aktiv am ländlichen Leben teilnehmen.
1924 segelte sie zusammen mit ihrer Reisebegleiterin Dorothy Richmond auf der SS Ormonde nach Frankreich, um ihre Arbeiten auszustellen. Beide kamen im Juni 1924 in Paris an und mieteten ein Atelier in Montparnasse, wo die Malerin Rosa Bonheur gearbeitet hatte. 1925 wurden ihre Werke in der Georges Petit Galerie in Paris ausgestellt, die ein beliebter alternativer Ausstellungsraum zum offiziellen Salon war. Ihre Bilder wurden von Kritikern und Publikum sehr bewundert und die Ausstellung wurde als großer Erfolg gewertet. In der Ausgabe vom 28. Februar 1925 berichtete die Zeitung The World News aus Sydney von ihrem Erfolg.
Die Ausstellung 1925 in Paris führte zum Verkauf ihrer Arbeiten in Australien an das Musée du Luxembourg, gefolgt von einer Reise ihrer Gemälde durch regionale britische Kunstgalerien. Es folgten weitere Ausstellungen, unter anderem in London bei der International Society of Sculptors, Painters and Gravers und der Royal Academy of Arts. Nach der Aufnahme mehrerer Werke in die Frühjahrsausstellung der Société nationale des beaux-arts in Paris im Jahr 1926 wurde sie zur Mitarbeiterin dieser Organisation ernannt.

## Rückkehr nach Australien
1926 kehrte Rix Nicholas nach Australien zurück und heiratete 1928 den Viehzüchter Edgar Wright, den sie auf ihren Reisen in den frühen 1920er Jahren kennengelernt hatte. Sie lebte mit ihm in Knockalong in Delegate, New South Wales und 1930 wurde ihr Sohn geboren. Sie entwarf dort ein freistehendes Atelier im französischen Stil, in das sie ihre Gemälde, Zeichnungen, Kostüme und Erinnerungsstücke an fremde Länder verlegte. Sie malte wieder Landschaften, die in Australien auf gemischte Kritiken stießen. Ihre Arbeit wurde in der Zeitschrift Home als pseudo-männlich kritisiert und sie stellte bis Mitte der 1940er Jahre zeitweise in Sydney und Melbourne aus. Sie war jedoch eine vehemente Gegnerin der Moderne, hatte wenige Freunde in der Kunstwelt und erhielt nicht die kritische Zustimmung, von der sie aufgrund ihrer französischen Erfahrung glaubte, dass sie ihr zustand.
Die Entfernung von den Hauptstädten zusammen mit geschlechtsspezifischen Barrieren in der Kunstwelt erschwerten ihr die Wiederaufnahme einer Karriere in Australien. Weder konservativ noch modernistisch im Sinne der Avantgarde, geriet sie in den 1930er und 1940er Jahren in der zeitgenössischen Kunstszene in Ungnade. Ihr Sehvermögen begann sich zu verschlechtern und sie stellte zuletzt 1947 aus.
Rix Nicholas litt an der Parkinson-Krankheit und konnte Mitte der 1950er Jahre nicht mehr sehen. Sie starb 1961 im Alter von 77 Jahren und wurde in Knockalong beigesetzt.
Viele Werke von ihr gelangten in private Sammlungen und weitere verbrannten 1985 nach ihrem Tod durch ein Buschfeuer auf dem Familienbesitz. Während sie 1919 in Australien als „internationale Kunstberühmtheit“ bezeichnet wurde, erlebten ihre Werke erst im 21. Jahrhundert eine erneute Wertschätzung. Ihre Werke sind in den meisten großen öffentlichen Galerien Australiens vertreten, einschließlich der Art Gallery of South Australia, der National Gallery of Australia und der Queensland Art Gallery, sowie in anderen Sammlungen, einschließlich der des Australian War Memorial. International ist Rix Nicholas in der Galerie nationale du Jeu de Paume und der Leicester Gallery sowie mit ihren Werken in Luxemburg vertreten.
Es gab mehrere posthume Einzelausstellungen von ihren Werken: 1971 in der Joseph Brown Gallery in Melbourne, gefolgt von einer Wanderausstellung im Jahr 1978 in der Art Gallery of New South Wales, der Art Gallery of Ballarat und der Macquarie Galleries. In den 1990er Jahren gab es Ausstellungen im Ian Potter Museum of Art in Melbourne und in der Caspian Gallery in Sydney.

## Ehrungen
- 1950: Fellow der Royal Empire Society, New South Wales Branch

## Werke (Auswahl)
- 1912: Grande Marché, Tangier, Art Gallery of South Australia
- 1914: Men in the Market Place
- 1914: View of Tangier, Rix Wright Collection
- 1914: A Mother of France, Australian War Memorial
- 1916: And Those Who Would Have Been Their Sons
- 1916: Desolation, National Library of Australia
- 1916: Pro Humanitate
- 1921–1922: In Australia, Musée National d’Art Moderne
- 1921–1922: His Land, New Walk Museum
- 1921–1922: The Shearers
- 1921–1922: The Three Sisters, Blue Mountains, National Gallery of Australia
- 1921–1922: The Monaro Pioneer, Gallery of South Australia
- 1921–1922: The Magpie’s Song
- 1921–1922: Motherhood
- 1925: Les Fleurs dédaignées, National Gallery of Australia
- 1926: Le Bigouden
- 1931: In the Summer House, Newcastle Art Gallery
- 1933: Spring Afternoon, Knockalong
- 1934–1935: On The Hilltop
- 1935: The Fair Musterer, Queensland Art Gallery

## Posthume Ausstellungen (Auswahl)
- 2010: Hilda Rix Nicholas: Man for the Job, Bendigo Art Gallery, Sydney
- 2013: Paris to Monaro: Pleasures from the studio of Hilda Rix Nicholas, National Portrait Gallery, Canberra
- 2015: Mary Turner Collection: A Personal Perspective, Orange Regional Gallery, Orange, Australia
- 2016: Artists of the Great War, National Gallery of Australia, Canberra
- 2017: Artists Of Mosman: 2088, Mosman Art Gallery, Sydney
- 2017: Intrepid Women: Australian women artists in Paris 1890–1950, S.H. Ervin Gallery, Sydney
- 2017: Painting Memory: From the Collection, Newcastle Art Gallery, Newcastle, Australia
- 2018: Intrepid Women: Australian women artists in Paris 1900–1950, S.H. Ervin Gallery, Sydney
- 2020: The Roaring 20s: From The Collection, Newcastle Art Gallery
- 2020: Important Australian Paintings, Philip Bacon Galleries, New Farm, Australia
- 2021: Fieldwork: Landscapes west of Sydney, Penrith Regional Gallery, Emu Plains, Australia
- 2023: Australiana: Designing a Nation, Bendigo Art Gallery, Sydney